# Eryholme
Eryholme is een civil parish in het bestuurlijke gebied Richmondshire, in het Engelse graafschap North Yorkshire met 80 inwoners.